# 몰람
몰람(이산어: หมอลำ, 라오어: ຫມໍລຳ)은 이산과 라오스의 전통 음악 형식이다. 이를 현대화, 빨리 진행한 것이 몰람 싱(이산어: หมอลำซิ่ง)이다.